# Staatsuniversiteit van Sint-Petersburg

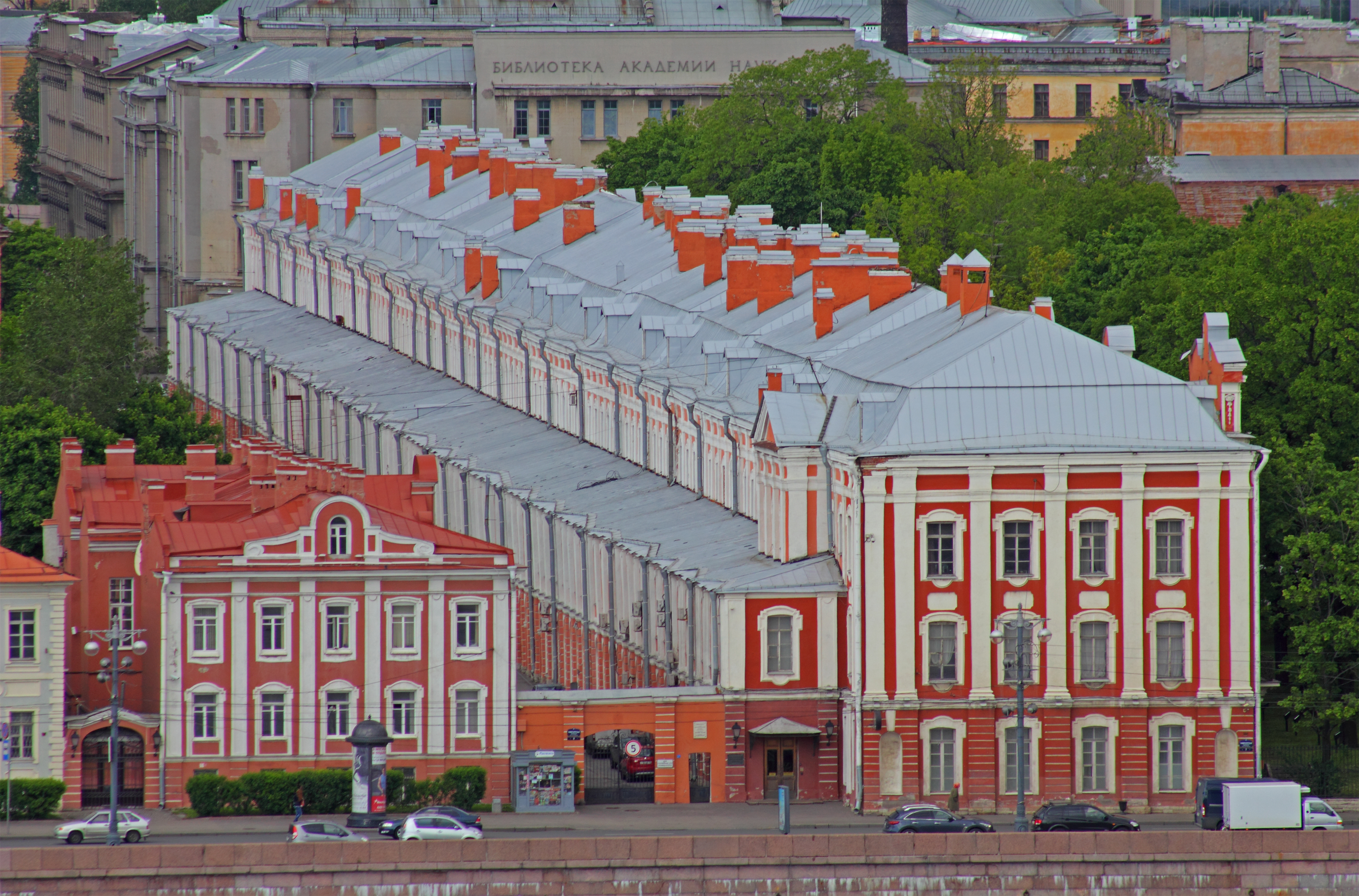
De Staatsuniversiteit van Sint-Petersburg

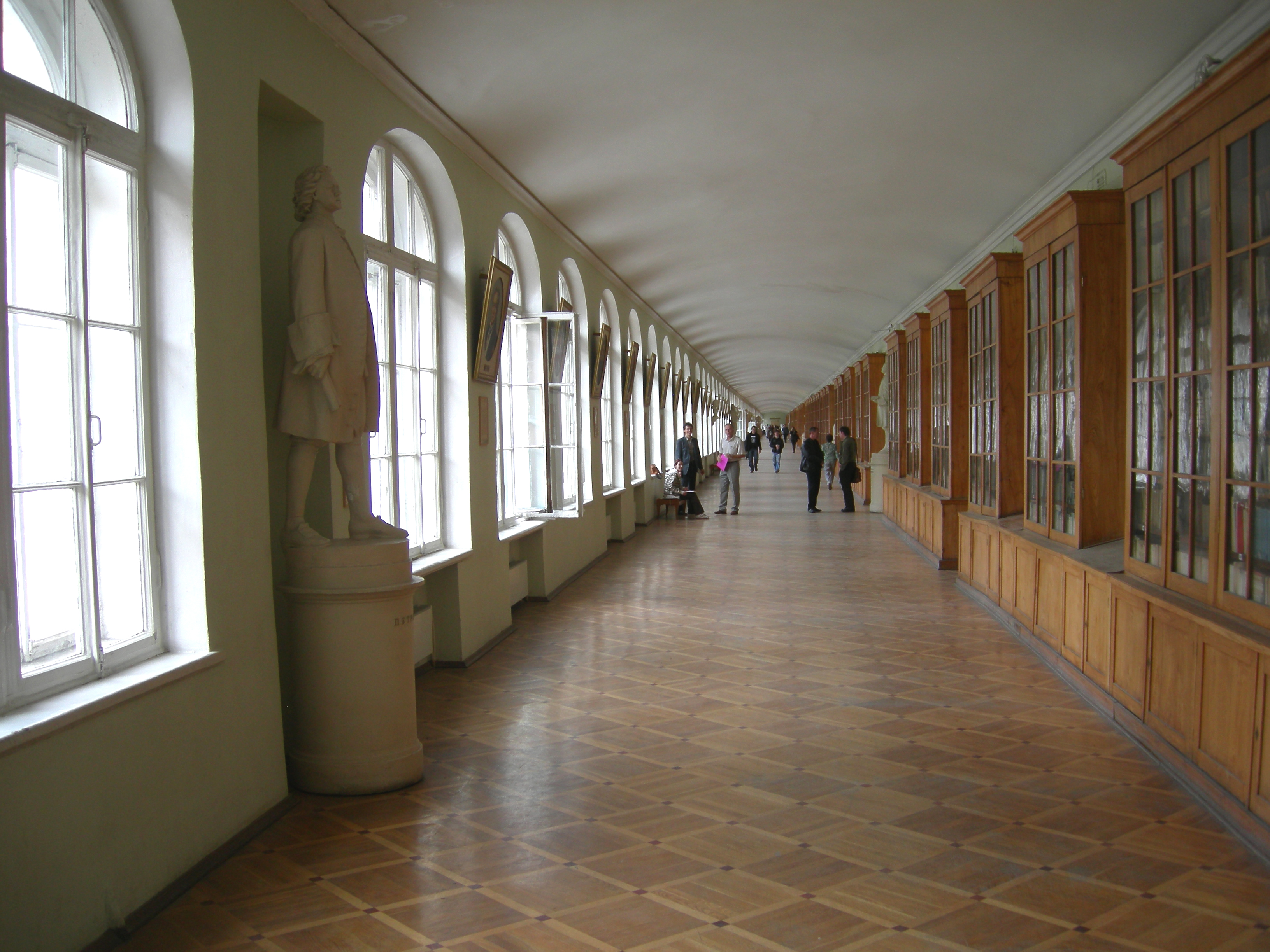
Gang in de Staatsuniversiteit van Sint-Petersburg

De Staatsuniversiteit van Sint-Petersburg (Russisch: Санкт-Петербургский государственный университет, Sankt-Peterboergski gosoedarstvenny oeniversitet) is een van de oudste universiteiten van Rusland en is gevestigd in Sint-Petersburg.
Voor 1924 droeg de universiteit de namen Petersburguniversiteit, Petrograduniversiteit en Universiteit van Sint-Petersburg. Tussen 1924 en 1948 en in de periode tussen 1989 en 1991 heette de universiteit Staatsuniversiteit van Leningrad. Van 1948 tot 1989 heette de universiteit Staatsuniversiteit van Leningrad A. A. Zjdanov.

## Geschiedenis
De universiteit werd als "Wetenschapacademie van Sint Petersburg" op 24 januari 1724 opgericht door tsaar Peter de Grote. Deze hield in 1803 op te bestaan om in 1819 als universiteit opnieuw te worden opgericht. De status van oudste universiteit van Rusland wordt dan ook betwist: de Staatsuniversiteit van Moskou heeft sinds 1755 onafgebroken bestaan, maar in Sint-Petersburg bestond al in 1724 een academie, waarop de huidige universiteit teruggaat.
Lenin studeerde er in 1891 af in de rechten.
De universiteit kreeg in 1944 de Leninorde en in 1969 de Orde van de Rode Vlag van de Arbeid.
In 2004 waren er 4055 docenten in dienst van de universiteit, en telde ze zeven Nobelprijswinnaars onder haar afgestudeerden.

## Faculteiten
De universiteit kent 19 faculteiten.
- Toegepaste wiskunde en Statistiek
- Biologie en Bodemkunde
- Scheikunde
- Economie
- Geografie en Geoecologie
- Geologie
- Geschiedenis
- Internationale Relaties
- Journalistiek
- Rechten
- Management
- Wiskunde en Mechanica
- Medicijnen
- Oriental Studies
- Filologie en Kunst
- Filosofie en Politieke wetenschappen
- Natuurkunde
- Psychologie
- Sociologie

## Bekende alumni
- Olga Ladyzjenskaja
- Dmitri Medvedev
- Vladimir Poetin
- Alexander Pogodin (19e eeuw, toen Keizerlijke Universiteit)

## Partneruniversiteiten
- Universiteit van Greifswald (Duitsland)
- Ching Yun Universiteit (Taiwan)
- Rijksuniversiteit Groningen (Nederland)

- Bibsys: 1542227327511
- CiNii: DA1304835X
- Gemeinsame Normdatei: 5114370-7
- International Standard Name Identifier: 0000 0001 2289 6897
- Library of Congress Control Number: no92026966
- Nationale Bibliotheek van Letland: 000035518
- Nationale Bibliotheek van Tsjechië: kn20020321798
- Nationale bibliotheek van Australië: 49285711
- Nationale Bibliotheek van Israël: 987009348977305171
- Nationale en Universitaire bibliotheek Zagreb: 000051005
- Réseau des bibliothèques de Suisse occidentale: 02-A000193503
- Système universitaire de documentation: 233607994
- Virtual International Authority File: 11145003631561340450
- WorldCat: E39QQPVp7MkpgXpdgdyRbqRTTR